# Jaroslav Bouda
Jaroslav Bouda (ur. 23 lutego 1898 w Małej Stronie, zm. 5 lipca 1919 w Pradze) – czeski rysownik i malarz.

## Życiorys

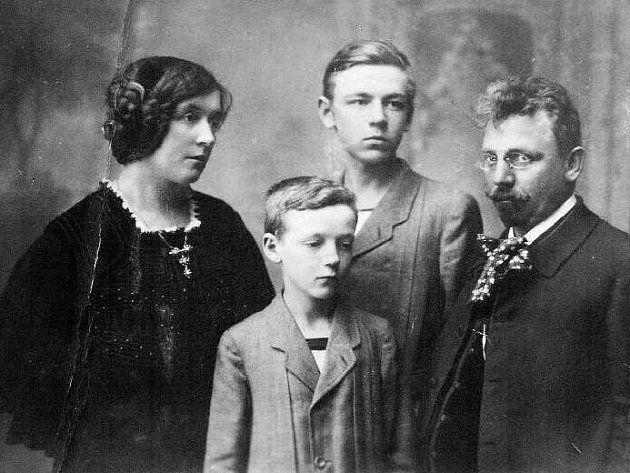
Od lewej: Anna Boudová-Suchardová, brat Jaroslava – Cyril, Jaroslav oraz Alois Bouda

Urodził się w Małej Stronie, obecnie w granicach Pragi. Pochodził z rodziny artystów: jego ojciec Alois Bouda (1867–1934) był malarzem i pracował jako nauczyciel rysunku, natomiast jego matką była artystka Anna Boudová Suchardová. Jej ojcem z kolei był czeski rzeźbiarz Antonín Sucharda Jr. (1843–1911), jej bracia (Stanislav i Vojtěch) także zostali rzeźbiarzami.
Był starszym bratem Cyrila Boudy.
Studiował na Akademii Sztuk Pięknych w Pradze pod kierunkiem prof. Vojtěcha Hynaisa. Był przez niego lubianym uczniem. Określano go jako utalentowanego ucznia.
Walczył na froncie włoskim podczas I wojny światowej.
Zmarł 5 lipca 2019 roku w wieku 21 lat. Przyczyną śmierci było utopienie. Został pochowany jako pierwszy w rodzinnym grobie na Cmentarzu Bubenečskim.

## Twórczość
Jako że pochodził z rodziny artystów, od najmłodszych lat rysował zachęcany przez rodziców. W czasie studiów na Akademii Sztuk Pięknych w Pradze wypracował własny styl. Uważany był za wyjątkowo utalentowanego artystę, a w swoim krótkim życiu zdążył stworzyć tysiące rysunków.
W 1913 roku postanowił przepisać i zilustrować Wielki targ ptaków z tomiku Ohlas písní ruských Františka Ladislava Čelakovskiego i podarować go swojej matce. W 1918 roku w prezencie dla swojego ojca postanowił przepisać i zilustrować Balladę dziecięcą (cz. Balada dětská) Jana Nerudy i podarować ją swojemu ojcu. W 1926 roku wydawnictwo Družstevní práce zdecydowało się wydać tę książeczkę, rozsyłając jako prezent świąteczny swoim abonamentom.

Większość jego dzieł jest przechowywana w Muzeum literatury: Památník národního písemnictví.

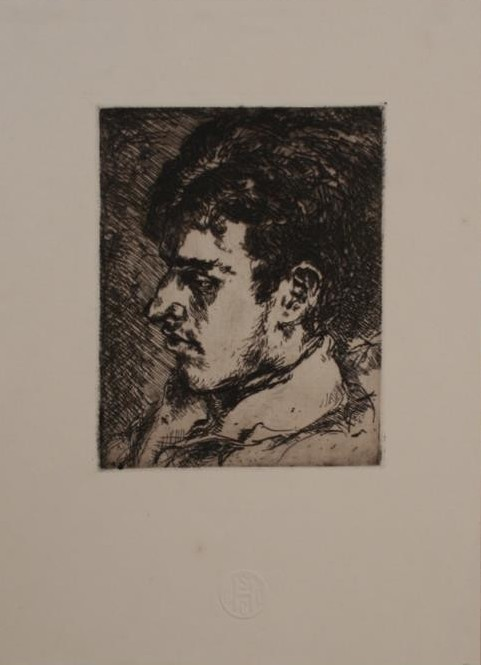
Przyjaciel (cz. Přítel)
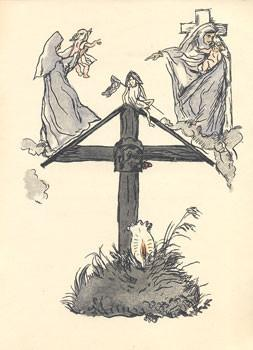
Ilustracja z książki Ballada dla dzieci (cz. Balada dětská) Jana Nerudy